# Anna Doudounaki
Anna Doudounaki oder Ntountounaki (griechisch Άννα Ντουντουνάκη, * 9. September 1995 in Chania) ist eine griechische Schwimmerin, die mehrfach an Olympischen Sommerspielen teilnahm und als erste Griechin eine Goldmedaille bei Europameisterschaften gewann.

## Leben und Karriere
Anna Doudounaki ist die Tochter von Angeliki und Leftheris Doudounakis aus Chania. Sie wuchs in Chania auf und lernte schon im Kindergarten schwimmen. Als sie fünf Jahre alt war, fing sie mit Synchronschwimmen an. 2010 wechselte sie ihre Disziplin und trainierte von da an Schmetterlingsschwimmen. Bis zum Ende ihrer Schulzeit lebte sie in Chania.
Doudounaki nahm an den Olympischen Sommerspielen 2016 in Rio am Wettbewerb über 100 Meter Schmetterling teil und erreichte mit einer Zeit von 58,27 s den 17. Platz. Bei den darauffolgenden Olympischen Sommerspielen 2020 in Tokio, die wegen der COVID-19-Pandemie erst 2021 stattfanden, kam sie mit 57,25 s bei dem Wettkampf über 100 Meter Schmetterling auf Platz 9, stellte damit einen griechischen Rekord auf und erreichte bei der gemischten Staffel 4 × 100 m Lagen mit ihren Teamkollegen Apostolos Christou, Konstantinos Meretsolias und Theodora Drakou in 3:44,77 Minuten Platz 11. Durch ihren Erfolg beim Schwimm-Meeting Sette Colli in Rom 2023, bei dem sie die 100 Meter Schmetterling in einer Zeit von 57,75 s zurücklegte und Dritte wurde, qualifizierte sie sich für die Olympischen Spiele 2024 in Paris.
Doudounaki nahm an mehreren Europameisterschaften teil. Sie konnte 2020 in Budapest über 100 Meter Schmetterling mit 57,37 s die Goldmedaille gewinnen und gleichzeitig einen griechischen Rekord aufstellen. Über 50 Meter Schmetterling kam sie in Budapest auf Platz 4.
2022 gelangte sie bei den Europameisterschaften in Rom mit 25,83 s im Wettbewerb über 50 Meter Schmetterling auf Platz 4 und über 100 Meter auf Platz 5. Bei der gemischten Staffel 4 × 100 m Lagen erreichte sie mit ihrem Team Platz 7. Im Dezember 2023 gewann sie bei den Kurzbahneuropameisterschaften mit einer Zeit von 25,10 s über 50 Meter Schmetterling die Goldmedaille und mit 55,98 s über 100 Meter Bronze.
Sie nahm bei den Schwimmweltmeisterschaften 2024 in Doha an dem Wettbewerb über 100 Meter Schmetterling teil und konnte mit 57,62 s den fünften Platz belegen. Im Wettbewerb über 50 Meter Schmetterling kam sie mit 25,89 s auf den 7. Platz. Bei der gemischten Staffel 4 × 100 m Lagen kam sie mit ihren Teamkollegen auf Platz 5. Im selben Jahr gewann sie mit 26,18 Sekunden bei den Schwimmeuropameisterschaften die Bronzemedaille.
Doudounaki nahm an zahlreichen griechischen Schwimmmeisterschaften teil, unter anderem gewann sie 2022 mit 58,69 s die Goldmedaille über 100 Meter Schmetterling.
Seit 2021 gehört Anna Doudounaki dem Sportverein Panathinaikos an. Sie wird von Tasos Karabelas trainiert.
Doudounaki schloss neben ihrer Sportkarriere ihr Jura-Diplom mit Auszeichnung an der Universität Athen ab und erwarb auch den Abschluss Commercial & Corporate Law an der Universität London. 2023 war sie Doktorandin an der Universität Nikosia und gleichzeitig Studierende an der Fakultät für Betriebswirtschaft und Management der Wirtschaftsuniversität Athen. Außer Griechisch spricht sie Englisch, Französisch und Spanisch.

## Auszeichnungen
Im Dezember 2019 wurde Anna Doudounaki von ihrer Heimatstadt Chania für ihre sportlichen Leistungen ausgezeichnet.